# Mysidia gracilis
Mysidia gracilis är en insektsart som beskrevs av Broomfield 1985. Mysidia gracilis ingår i släktet Mysidia och familjen Derbidae. Inga underarter finns listade i Catalogue of Life.